# Cadre-71/2-Europameisterschaft 2019

Logo CEB (ausrichtender Verband)

Veranstaltungsort: Brandenburg / Havel

Die Cadre-71/2-Europameisterschaft 2019 war das 60. Turnier in dieser Disziplin des Karambolagebillards und fand vom 25. bis zum 27. April 2019 in Brandenburg an der Havel statt. Es war die zehnte Cadre-71/2-Europameisterschaft in Deutschland und die vierte in Brandenburg an der Havel.

## Geschichte
Seit 2013 wird die Europameisterschaft nicht mehr als Einzelturnier veranstaltet, sondern bei einer Multi-Europameisterschaft bei der alle Disziplinen des Karambolsports ausgetragen werden. Diese Meisterschaft wird im zwei Jahresrhythmus ausgetragen.
Die Europameisterschaft war ein Turnier der Niederländer. Allein vier platzierten sich unter den ersten sechs. Mit Raymund Swertz, der seine dritte Goldmedaille im Cadre 71/2 gewann, war mit Michel van Silfhout ein zweiter Niederländer auf dem Podest. Der Hamburger Sven Daske spielte sein bisher bestes internationales Turnier und wurde überraschend Zweiter. Das Podeste komplettierte der Tscheche Marek Faus.

## Modus
Gespielt wurde in acht Gruppen à 3 Teilnehmer. Die Gruppensieger qualifizierten sich für das Viertelfinale. Es wurde in der Gruppenphase bis 150 Punkte und in der KO-Phase bis 200 Punkte gespielt. Platz drei wurde nicht ausgespielt.
Die Qualifikationsgruppen wurden nach Rangliste gesetzt. Es gab außer dem Titelverteidiger keine gesetzten Spieler mehr für das Hauptturnier.
1. MP = Matchpunkte
2. GD = Generaldurchschnitt
3. HS = Höchstserie

## Gruppenphase

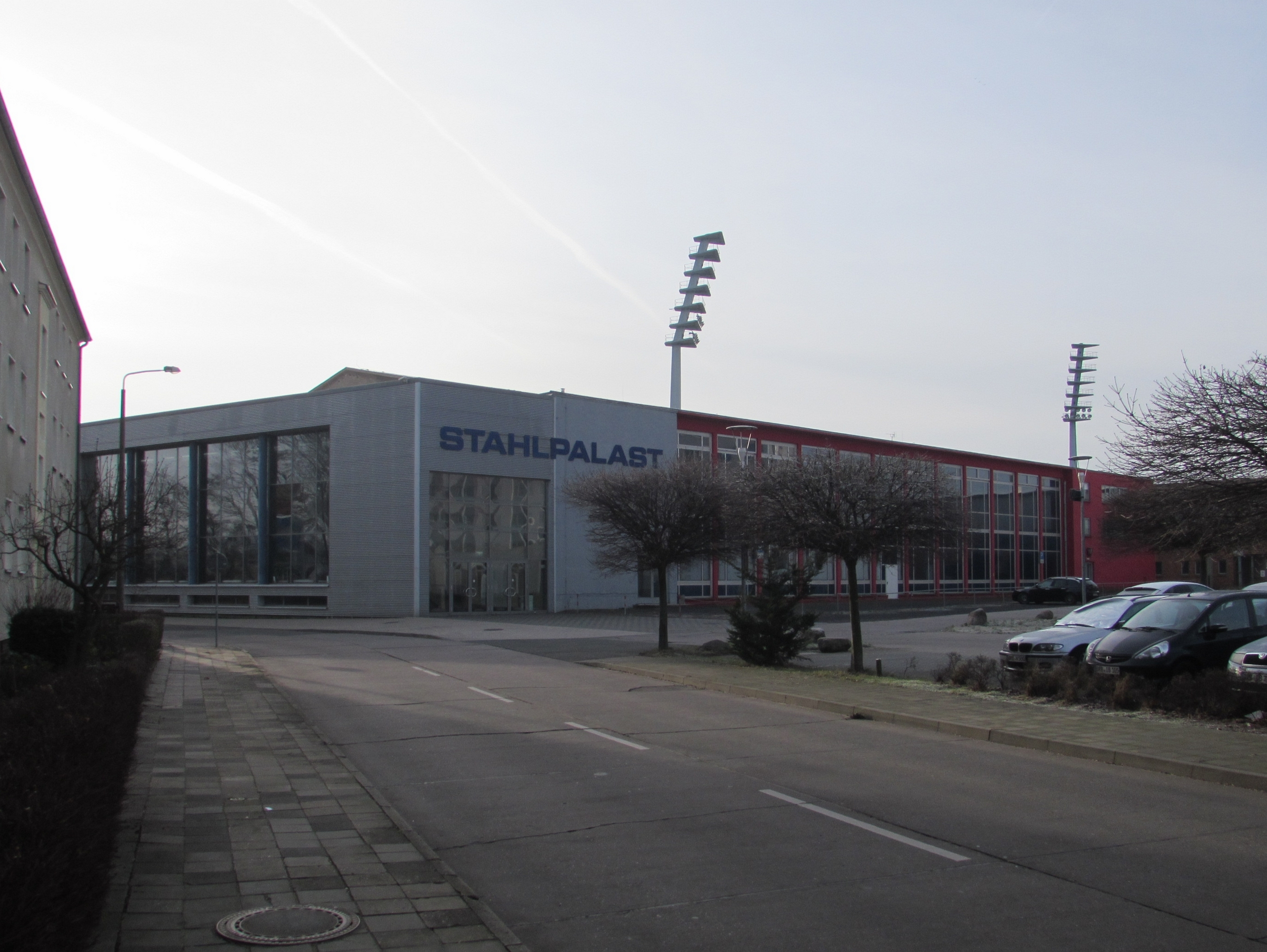
Außenansicht des Stahlpalastes

| MP    | Match Points (Sieger = 2; Unentschieden = 1; Verlierer = 0) |
| Pkte. | Erzielte Karambolagen                                       |
| Aufn. | Benötigte Versuche                                          |
| GD    | Generaldurchschnitt                                         |
| BED   | Bester Einzeldurchschnitt eines Spielers                    |
| HS    | Höchstserie                                                 |
|       | Bester GD des Turniers                                      |
|       | Bester ED des Turniers                                      |
|       | Beste HS des Turniers                                       |
|       | 1. Platz (Gold)                                             |
|       | 2. Platz (Silber)                                           |
|       | 3. Platz (Bronze)                                           |

| Abschlusstabelle Gruppe A | Abschlusstabelle Gruppe A | Abschlusstabelle Gruppe A | Abschlusstabelle Gruppe A | Abschlusstabelle Gruppe A | Abschlusstabelle Gruppe A | Abschlusstabelle Gruppe A | Abschlusstabelle Gruppe A |
| Platz                     | Name                      | MP                        | Pkt.                      | Aufn.                     | GD                        | BED                       | HS                        |
| ------------------------- | ------------------------- | ------------------------- | ------------------------- | ------------------------- | ------------------------- | ------------------------- | ------------------------- |
| 1                         | Sven Daske                | 3:1                       | 300                       | 17                        | 17,64                     | 25,00                     | 134                       |
| 2                         | Raúl Cuenca               | 2:2                       | 229                       | 11                        | 20,81                     | 30,00                     | 42                        |
| 3                         | Adam Baca                 | 0:4                       | 230                       | 16                        | 14,37                     | –                         | 52                        |

| Abschlusstabelle Gruppe B | Abschlusstabelle Gruppe B | Abschlusstabelle Gruppe B | Abschlusstabelle Gruppe B | Abschlusstabelle Gruppe B | Abschlusstabelle Gruppe B | Abschlusstabelle Gruppe B | Abschlusstabelle Gruppe B |
| Platz                     | Name                      | MP                        | Pkt.                      | Aufn.                     | GD                        | BED                       | HS                        |
| ------------------------- | ------------------------- | ------------------------- | ------------------------- | ------------------------- | ------------------------- | ------------------------- | ------------------------- |
| 1                         | Marek Faus                | 3:1                       | 300                       | 16                        | 18,75                     | 30,00                     | 64                        |
| 2                         | Kostas Antonopoulos       | 3:1                       | 300                       | 19                        | 15,78                     | 18,75                     | 102                       |
| 3                         | Pascal Dessaint           | 0:4                       | 172                       | 13                        | 13,23                     | –                         | 69                        |

| Abschlusstabelle Gruppe C | Abschlusstabelle Gruppe C | Abschlusstabelle Gruppe C | Abschlusstabelle Gruppe C | Abschlusstabelle Gruppe C | Abschlusstabelle Gruppe C | Abschlusstabelle Gruppe C | Abschlusstabelle Gruppe C |
| Platz                     | Name                      | MP                        | Pkt.                      | Aufn.                     | GD                        | BED                       | HS                        |
| ------------------------- | ------------------------- | ------------------------- | ------------------------- | ------------------------- | ------------------------- | ------------------------- | ------------------------- |
| 1                         | Esteve Mata               | 4:0                       | 300                       | 11                        | 27,27                     | 30,00                     | 113                       |
| 2                         | Arnim Kahofer             | 2:2                       | 255                       | 14                        | 18,21                     | 16,66                     | 87                        |
| 3                         | David Jacquet             | 0:4                       | 164                       | 15                        | 10,93                     | –                         | 45                        |

| Abschlusstabelle Gruppe D | Abschlusstabelle Gruppe D | Abschlusstabelle Gruppe D | Abschlusstabelle Gruppe D | Abschlusstabelle Gruppe D | Abschlusstabelle Gruppe D | Abschlusstabelle Gruppe D | Abschlusstabelle Gruppe D |
| Platz                     | Name                      | MP                        | Pkt.                      | Aufn.                     | GD                        | BED                       | HS                        |
| ------------------------- | ------------------------- | ------------------------- | ------------------------- | ------------------------- | ------------------------- | ------------------------- | ------------------------- |
| 1                         | Eddy Leppens              | 2:2                       | 290                       | 7                         | 41,42                     | 37,50                     | 79                        |
| 2                         | Xavier Gretillat          | 2:2                       | 229                       | 7                         | 32,71                     | 50,00                     | 137                       |
| 3                         | Nikolas Gerassimopoulos   | 2:2                       | 218                       | 8                         | 27,25                     | 37,50                     | 86                        |

| Abschlusstabelle Gruppe E | Abschlusstabelle Gruppe E | Abschlusstabelle Gruppe E | Abschlusstabelle Gruppe E | Abschlusstabelle Gruppe E | Abschlusstabelle Gruppe E | Abschlusstabelle Gruppe E | Abschlusstabelle Gruppe E |
| Platz                     | Name                      | MP                        | Pkt.                      | Aufn.                     | GD                        | BED                       | HS                        |
| ------------------------- | ------------------------- | ------------------------- | ------------------------- | ------------------------- | ------------------------- | ------------------------- | ------------------------- |
| 1                         | Dave Christiani           | 4:0                       | 300                       | 10                        | 30,00                     | 30,00                     | 84                        |
| 2                         | Anders Henriksen          | 2:2                       | 281                       | 16                        | 17,56                     | 13,63                     | 73                        |
| 3                         | Benoit Deziles-Legros     | 0:4                       | 170                       | 16                        | 10,62                     | –                         | 55                        |

| Abschlusstabelle Gruppe F | Abschlusstabelle Gruppe F | Abschlusstabelle Gruppe F | Abschlusstabelle Gruppe F | Abschlusstabelle Gruppe F | Abschlusstabelle Gruppe F | Abschlusstabelle Gruppe F | Abschlusstabelle Gruppe F |
| Platz                     | Name                      | MP                        | Pkt.                      | Aufn.                     | GD                        | BED                       | HS                        |
| ------------------------- | ------------------------- | ------------------------- | ------------------------- | ------------------------- | ------------------------- | ------------------------- | ------------------------- |
| 1                         | Sam van Etten             | 4:0                       | 300                       | 4                         | 75,00                     | 150,00                    | 150                       |
| 2                         | Jean-François Florent     | 2:2                       | 243                       | 14                        | 17,35                     | 11,53                     | 93                        |
| 3                         | Adam Kozak                | 0:4                       | 149                       | 16                        | 9,31                      | –                         | 59                        |

| Abschlusstabelle Gruppe G | Abschlusstabelle Gruppe G | Abschlusstabelle Gruppe G | Abschlusstabelle Gruppe G | Abschlusstabelle Gruppe G | Abschlusstabelle Gruppe G | Abschlusstabelle Gruppe G | Abschlusstabelle Gruppe G |
| Platz                     | Name                      | MP                        | Pkt.                      | Aufn.                     | GD                        | BED                       | HS                        |
| ------------------------- | ------------------------- | ------------------------- | ------------------------- | ------------------------- | ------------------------- | ------------------------- | ------------------------- |
| 1                         | Raymund Swertz            | 4:0                       | 300                       | 2                         | 150,00                    | 150,00                    | 150                       |
| 2                         | Thomas Nockemann          | 2:2                       | 151                       | 7                         | 21,57                     | 25,00                     | 98                        |
| 3                         | Willy Gerimont            | 0:4                       | 108                       | 7                         | 15,42                     | –                         | 47                        |

| Abschlusstabelle Gruppe H | Abschlusstabelle Gruppe H | Abschlusstabelle Gruppe H | Abschlusstabelle Gruppe H | Abschlusstabelle Gruppe H | Abschlusstabelle Gruppe H | Abschlusstabelle Gruppe H | Abschlusstabelle Gruppe H |
| Platz                     | Name                      | MP                        | Pkt.                      | Aufn.                     | GD                        | BED                       | HS                        |
| ------------------------- | ------------------------- | ------------------------- | ------------------------- | ------------------------- | ------------------------- | ------------------------- | ------------------------- |
| 1                         | Michel van Silfhout       | 4:0                       | 300                       | 11                        | 27,27                     | 50,00                     | 112                       |
| 2                         | Janis Ziogas              | 2:2                       | 220                       | 20                        | 11,00                     | 12,50                     | 50                        |
| 3                         | Otto Lipscher             | 0:4                       | 33                        | 15                        | 2,20                      | –                         | 5                         |

## KO-Phase
|  | Viertelfinale Spiel bis 200 Punkte | Viertelfinale Spiel bis 200 Punkte | Viertelfinale Spiel bis 200 Punkte | Viertelfinale Spiel bis 200 Punkte | Viertelfinale Spiel bis 200 Punkte | Viertelfinale Spiel bis 200 Punkte |                |                     | Halbfinale Spiel bis 200 Punkte | Halbfinale Spiel bis 200 Punkte | Halbfinale Spiel bis 200 Punkte | Halbfinale Spiel bis 200 Punkte | Halbfinale Spiel bis 200 Punkte | Halbfinale Spiel bis 200 Punkte |      |       | Finale Spiel bis 200 Punkte | Finale Spiel bis 200 Punkte | Finale Spiel bis 200 Punkte | Finale Spiel bis 200 Punkte | Finale Spiel bis 200 Punkte | Finale Spiel bis 200 Punkte |
|  |                                    |                                    |                                    |                                    |                                    |                                    |                |                     |                                 |                                 |                                 |                                 |                                 |                                 |      |       |                             |                             |                             |                             |                             |                             |
|  |                                    | MP                                 | Pkt.                               | Aufn.                              | GD                                 | HS                                 |                |                     |                                 |                                 |                                 |                                 |                                 |                                 |      |       |                             |                             |                             |                             |                             |                             |
|  |                                    | MP                                 | Pkt.                               | Aufn.                              | GD                                 | HS                                 |                |                     |                                 |                                 |                                 |                                 |                                 |                                 |      |       |                             |                             |                             |                             |                             |                             |
|  | Raymund Swertz                     | 2                                  | 200/20                             | 9                                  | 22,22                              | 70                                 |                |                     |                                 |                                 |                                 |                                 |                                 |                                 |      |       |                             |                             |                             |                             |                             |                             |
|  | Raymund Swertz                     | 2                                  | 200/20                             | 9                                  | 22,22                              | 70                                 |                | MP                  | Pkt.                            | Aufn.                           | GD                              | HS                              |                                 |                                 |      |       |                             |                             |                             |                             |                             |                             |
|  | Eddy Leppens                       | 0                                  | 200/6                              | 9                                  | 22,22                              | 60                                 |                | MP                  | Pkt.                            | Aufn.                           | GD                              | HS                              |                                 |                                 |      |       |                             |                             |                             |                             |                             |                             |
|  | Eddy Leppens                       | 0                                  | 200/6                              | 9                                  | 22,22                              | 60                                 | Raymund Swertz | 2                   | 200                             | 3                               | 66,66                           | 123                             |                                 |                                 |      |       |                             |                             |                             |                             |                             |                             |
|  |                                    | MP                                 | Pkt.                               | Aufn.                              | GD                                 | HS                                 | Raymund Swertz | 2                   | 200                             | 3                               | 66,66                           | 123                             |                                 |                                 |      |       |                             |                             |                             |                             |                             |                             |
|  |                                    | MP                                 | Pkt.                               | Aufn.                              | GD                                 | HS                                 |                | Michel van Silfhout | 0                               | 144                             | 3                               | 48,00                           | 117                             |                                 |      |       |                             |                             |                             |                             |                             |                             |
|  | Michel van Silfhout                | 2                                  | 200                                | 11                                 | 18,18                              | 77                                 |                | Michel van Silfhout | 0                               | 144                             | 3                               | 48,00                           | 117                             |                                 |      |       |                             |                             |                             |                             |                             |                             |
|  | Michel van Silfhout                | 2                                  | 200                                | 11                                 | 18,18                              | 77                                 |                |                     |                                 |                                 |                                 |                                 |                                 | MP                              | Pkt. | Aufn. | GD                          | HS                          |                             |                             |                             |                             |
|  | Esteve Mata                        | 0                                  | 188                                | 11                                 | 17,09                              | 114                                |                |                     |                                 |                                 |                                 |                                 |                                 | MP                              | Pkt. | Aufn. | GD                          | HS                          |                             |                             |                             |                             |
|  | Esteve Mata                        | 0                                  | 188                                | 11                                 | 17,09                              | 114                                | Raymund Swertz | 2                   | 200                             | 4                               | 50,00                           | 111                             |                                 |                                 |      |       |                             |                             |                             |                             |                             |                             |
|  |                                    | MP                                 | Pkt.                               | Aufn.                              | GD                                 | HS                                 | Raymund Swertz | 2                   | 200                             | 4                               | 50,00                           | 111                             |                                 |                                 |      |       |                             |                             |                             |                             |                             |                             |
|  |                                    | MP                                 | Pkt.                               | Aufn.                              | GD                                 | HS                                 |                | Sven Daske          | 0                               | 67                              | 4                               | 16,75                           | 44                              |                                 |      |       |                             |                             |                             |                             |                             |                             |
|  | Sven Daske                         | 2                                  | 200                                | 6                                  | 33,33                              | 72                                 |                | Sven Daske          | 0                               | 67                              | 4                               | 16,75                           | 44                              |                                 |      |       |                             |                             |                             |                             |                             |                             |
|  | Sven Daske                         | 2                                  | 200                                | 6                                  | 33,33                              | 72                                 |                | MP                  | Pkt.                            | Aufn.                           | GD                              | HS                              |                                 |                                 |      |       |                             |                             |                             |                             |                             |                             |
|  | Dave Christiani                    | 0                                  | 69                                 | 6                                  | 11,50                              | 29                                 |                | MP                  | Pkt.                            | Aufn.                           | GD                              | HS                              |                                 |                                 |      |       |                             |                             |                             |                             |                             |                             |
|  | Dave Christiani                    | 0                                  | 69                                 | 6                                  | 11,50                              | 29                                 | Sven Daske     | 2                   | 200                             | 6                               | 33,33                           | 111                             |                                 |                                 |      |       |                             |                             |                             |                             |                             |                             |
|  |                                    | MP                                 | Pkt.                               | Aufn.                              | GD                                 | HS                                 | Sven Daske     | 2                   | 200                             | 6                               | 33,33                           | 111                             |                                 |                                 |      |       |                             |                             |                             |                             |                             |                             |
|  |                                    | MP                                 | Pkt.                               | Aufn.                              | GD                                 | HS                                 |                | Marek Faus          | 0                               | 130                             | 6                               | 21,66                           | 73                              |                                 |      |       |                             |                             |                             |                             |                             |                             |
|  | Marek Faus                         | 2                                  | 200                                | 2                                  | 100,00                             | 196                                |                | Marek Faus          | 0                               | 130                             | 6                               | 21,66                           | 73                              |                                 |      |       |                             |                             |                             |                             |                             |                             |
|  | Marek Faus                         | 2                                  | 200                                | 2                                  | 100,00                             | 196                                |                |                     |                                 |                                 |                                 |                                 |                                 |                                 |      |       |                             |                             |                             |                             |                             |                             |
|  | Sam van Etten                      | 0                                  | 14                                 | 2                                  | 7,00                               | 14                                 |                |                     |                                 |                                 |                                 |                                 |                                 |                                 |      |       |                             |                             |                             |                             |                             |                             |
|  | Sam van Etten                      | 0                                  | 14                                 | 2                                  | 7,00                               | 14                                 |                |                     |                                 |                                 |                                 |                                 |                                 |                                 |      |       |                             |                             |                             |                             |                             |                             |

## Abschlusstabelle
| Phase                      | Platz | Name                    | MP   | Pkt. | Aufn. | GD    | BED    | HS  |
| -------------------------- | ----- | ----------------------- | ---- | ---- | ----- | ----- | ------ | --- |
| Finale                     | 1     | Raymund Swertz          | 10:0 | 900  | 18    | 55,55 | 150,00 | 150 |
| Finale                     | 2     | Sven Daske              | 8:2  | 767  | 33    | 23,24 | 33,33  | 134 |
| Halb- finale               | 3     | Michel van Silfhout     | 6:2  | 644  | 25    | 25,76 | 50,00  | 117 |
| Halb- finale               | 3     | Marek Faus              | 5:3  | 630  | 24    | 26,25 | 100,00 | 196 |
| Viertel- finale            | 5     | Sam van Etten           | 4:2  | 314  | 6     | 52,33 | 150,00 | 150 |
| Viertel- finale            | 6     | Dave Christiani         | 4:2  | 369  | 16    | 23,06 | 30,00  | 85  |
| Viertel- finale            | 7     | Esteve Mata             | 4:2  | 488  | 22    | 22,18 | 30,00  | 114 |
| Viertel- finale            | 8     | Eddy Leppens            | 2:4  | 490  | 16    | 30,62 | 37,50  | 79  |
| Gruppen- phase             | 9     | Kostas Antonopoulos     | 3:1  | 300  | 19    | 15,78 | 18,75  | 102 |
| Gruppen- phase             | 10    | Xavier Gretillat        | 2:2  | 229  | 7     | 32,71 | 50,00  | 137 |
| Gruppen- phase             | 11    | Thomas Nockemann        | 2:2  | 151  | 7     | 21,57 | 25,00  | 98  |
| Gruppen- phase             | 12    | Raúl Cuenca             | 2:2  | 229  | 11    | 20,81 | 30,00  | 42  |
| Gruppen- phase             | 13    | Arnim Kahofer           | 2:2  | 255  | 14    | 18,21 | 16,66  | 87  |
| Gruppen- phase             | 14    | Anders Henriksen        | 2:2  | 281  | 16    | 17,56 | 13,63  | 73  |
| Gruppen- phase             | 15    | Jean-François Florent   | 2:2  | 243  | 14    | 17,35 | 11,53  | 93  |
| Gruppen- phase             | 16    | Janis Ziogas            | 2:2  | 220  | 20    | 11,00 | 12,50  | 50  |
| Gruppen- phase             | 17    | Nikolas Gerassimopoulos | 2:2  | 218  | 8     | 27,25 | 37,50  | 86  |
| Gruppen- phase             | 18    | Willy Gerimont          | 0:4  | 108  | 7     | 15,42 | –      | 47  |
| Gruppen- phase             | 19    | Adam Baca               | 0:4  | 230  | 16    | 14,37 | –      | 52  |
| Gruppen- phase             | 20    | Pascal Dessaint         | 0:4  | 172  | 13    | 13,23 | –      | 69  |
| Gruppen- phase             | 21    | David Jacquet           | 0:4  | 164  | 15    | 10,93 | –      | 45  |
| Gruppen- phase             | 22    | Benoit Deziles-Legros   | 0:4  | 170  | 16    | 10,62 | –      | 55  |
| Gruppen- phase             | 23    | Adam Kozak              | 0:4  | 149  | 16    | 9,31  | –      | 59  |
| Gruppen- phase             | 24    | Otto Lipscher           | 0:4  | 33   | 15    | 2,20  | –      | 5   |
| Turnierdurchschnitt: 21,30 |       |                         |      |      |       |       |        |     |